# Matilde de Borbó-Dampierre
Matilde de Borbó-Dampierre (1234-1262), de vegades dita Matilde o Mafalda de Dampierre, i Matilde II (o III) de Nevers, Auxerre, i Tonnerre, fou comtessa de Nevers, d'Auxerre i de Tonnerre, senyora de Borbó.

## Biografia
És la filla d'Arquimbald IX de Borbó (mort el 1249 a Xipre), senyor de Borbó i de Dampierre, i de Iolanda de Châtillon (morta el 1254), hereva dels comtats de Nevers, Auxerre i Tonnerre. La parella va tenir una altra noia, Agnès de Borbó-Dampierre (1237-1287).
El febrer de 1248, Matilde es va casar amb Eudes de Borgonya (1230-1269), fill gran del duc Hug IV de Borgonya. D'aquest matrimoni van néixer tres filles:
- Iolanda de Borgonya (1248-1280), casada el 1268 amb Joan Tristany de França, i després amb Robert de Béthune, que va esdevenir comte de Flandes el 1305.[2] Va heretar el comtat de Nevers.

- Margarida de Borgonya (1250-1308), casada el 1268 amb Carles I de França, comte d'Anjou i de Provença i rei de Sicília.[2] Va heretar Tonnerre però morta el 1308 sense fills va passar a la seva germana Alix.

- Alix de Borgonya (morta el 1290), casada el 1268 amb Joan de Chalon, I d'Auxerre i de Tonnerre (mort en 1309).[1]

El mateix any (1248), quan Arquimbald IX va marxar a la croada, la germana de Matilde, Agnès (dita Agnès de Dampierre o Agnès de Borbó o Agnès de Borbó-Dampierre) va heretar les senyories de Dampierre i Borbó i es va casar amb el germà d'Eudes de Borgonya, Joan de Borgonya (1231-1267). La seva filla única, Beatriu (1257-1310) fou el tronc de la branca capeta de Borbó pel seu matrimoni amb Robert de Clermont (1256-1317), fill del rei de França, Lluís IX.
El 1257, a la mort de la seva àvia materna, la comtessa Matilde de Courtenay, Matilde de Borbó-Dampierre va entrar en possessió dels comtats de Nevers, Auxerre i Tonnerre. Matilde va morir el 1262 a l'edat de 28 anys, i els seus feus foren repartits entre les seves tres filles.